# Dmitrowskoje (rejon krasnogorski)
Dmitrowskoje (ros. Дмитровское) – wieś (sieło) w Rosji, w obwodzie moskiewskim, w rejonie krasnogorskim. W 2021 liczyła 561 mieszkańców.